# Kate Isitt
Kate Isitt är en brittisk skådespelare. 
Isitt är mest känd för sin roll som Sally Harper i TV-serien Coupling.

## Filmografi i urval
- 1995–1998 – Is It Legal? (TV-serie)
- 1997 – Helgonet
- 1998 – Jonathan Creek (TV-serie)
- 1998 – The Tribe (TV-serie)
- 2000–2004 – Coupling (TV-serie)
- 2006 – Strictly Confidential (TV-serie)
- 2006 – Half Light